# Sibelis Veranesová
Sibelis Veranesová-Morellová (* 5. února 1974 Santiago, Kuba) je bývalá reprezentantka Kuby v judu. Je olympijskou vítězkou z roku 2000.

## Sportovní kariéra

### Úspěchy
- zlatá olympijská medaile z roku 2000
- titul mistryně světa z roku 1999

### Zajímavosti
- tokui-waza: pravé seoi-nage a sode-curikomi-goši
- úchop: pravý
- styl: fyzický

Začínala s lehkou atletikou a volejbalem. Od 10 let se věnovala judu pod vedením Ramóna Pascuala. V 16 letech se přesunula do Havany do tréninkového centra (ESPA), kde se připravovala pod vedením Ronalda Veitíi.
Od roku 1997 nahradila ve střední váze Odalis Revéovou a v roce 2000 si jako mistryně světa zajistila účast na olympijských hrách v Sydney. Vystoupení na olympijském turnaji zahájila ipponem po 12 sekundách, ale v dalších kolech spoléhala více na svou fyzickou připravenost. Ustála semifinálovou bitvu s obhájkyní titulu Čo Min-son a ve finále odolala závěrečnému pokusu Britky Howeyové o páčení. Získala zlatou olympijskou medaili. Po olympijských hrách jí v roce 2001 trápila zranění a její místo reprezentační jedničky zabrala Leyén Zuluetaová.

### Rivalky
- Odalis Revéová
- Leyén Zuluetaová
- Čo Min-son

## Výsledky
| Turnaj                  | 1996         | 1997         | 1998         | 1999         | 2000         | 2001         | 2002         |
| Turnaj                  | 22           | 23           | 24           | 25           | 26           | 27           | 28           |
| Turnaj                  | střední váha | střední váha | střední váha | střední váha | střední váha | střední váha | střední váha |
| ----------------------- | ------------ | ------------ | ------------ | ------------ | ------------ | ------------ | ------------ |
| Olympijské hry          | —            |              |              |              | 1.           |              |              |
| Mistrovství světa       |              | úč.          |              | 1.           |              | —            |              |
| Panamerické hry         |              |              |              | 1.           |              |              |              |
| Panamerické mistrovství | 1.           | 1.           | 1.           | —            | —            | —            | 1.           |

## Podrobnější výsledky

### Olympijské hry
| Rok      | Kategorie    |  | 1/32      | 1/16                               | čtvrtfinále                      | semifinále                 | o bronz | finále                        |
| -------- | ------------ |  | --------- | ---------------------------------- | -------------------------------- | -------------------------- | ------- | ----------------------------- |
| LOH 2000 | střední váha |  | volný los | výhra - 0:12/son Yvonne Wansartová | výhra - yuk/son Sandra Bacherová | výhra - kok/kug Čo Min-son | —       | výhra - waz/tno Kate Howeyová |

### Mistrovství světa
| Rok     | Kategorie    |  | 1/64                            | 1/32                            | 1/16                            | čtvrtfinále                     | semifinále                      | opravy                          | opravy                          | opravy                          | o bronz                         | finále                          |
| ------- | ------------ |  | ------------------------------- | ------------------------------- | ------------------------------- | ------------------------------- | ------------------------------- | ------------------------------- | ------------------------------- | ------------------------------- | ------------------------------- | ------------------------------- |
| MS 1997 | střední váha |  | volný los                       | výhra Larisa Hoholenková        | prohra Čo Min-son               | —                               | —                               | výhra Keisuke Kimotová          | prohra Emanuela Pierantozziová  | —                               | —                               | —                               |
| MS 1999 | střední váha |  | x                               | výhra Julija Kuzinová           | výhra Teťana Běljajevová        | výhra Úrsula Martínová          | výhra Kate Howeyová             | —                               | —                               | —                               | —                               | výhra Ulla Werbroucková         |
| MS 2001 | střední váha |  | nestartovala — Leyén Zuluetaová | nestartovala — Leyén Zuluetaová | nestartovala — Leyén Zuluetaová | nestartovala — Leyén Zuluetaová | nestartovala — Leyén Zuluetaová | nestartovala — Leyén Zuluetaová | nestartovala — Leyén Zuluetaová | nestartovala — Leyén Zuluetaová | nestartovala — Leyén Zuluetaová | nestartovala — Leyén Zuluetaová |